# Samoobrona (walka)

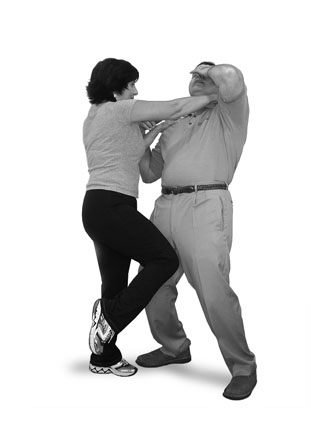
Przykładowa demonstracja techniki samoobrony

Samoobrona – ogół działań mających na celu obronę przed fizycznym atakiem napastnika.
Poza sensem potocznym, oznaczającym każdy sposób obrony, używa się tego terminu jako określenia sztuk walki (bez użycia broni lub używając przedmiotów użytku codziennego).
Wyspecjalizowane szkoły prowadzą kursy samoobrony, uczące zachowań umożliwiających odparcie ataku silniejszego napastnika. Coraz częściej w Polsce pojawiają się kursy samoobrony dla kobiet. Należy do nich jednak podchodzić z dużą ostrożnością (jak i do wszystkich krótkich kursów samoobrony). Nie jest bowiem możliwe szybkie opanowanie przez kogoś, kto nie miał nigdy do czynienia ze sportem, technik walki wręcz, zwłaszcza wobec ataku z zaskoczenia, przez liczniejszego, silniejszego i uzbrojonego przeciwnika.
Dobrze poprowadzony kurs samoobrony przekazuje uczestnikom wiedzę na temat, jak unikać zagrożenia, jak zachować się w sytuacjach podwyższonego ryzyka, nie wpadać w panikę lub jeżeli na to już za późno - jak skutecznie działać pod wpływem stresu itp. Umiejętności walki wręcz nie grają tu najważniejszej roli, choć konieczne jest oswojenie adeptów z kilkoma prostymi technikami, które mogą zostać wykorzystane w wielu różnych sytuacjach zagrożenia.
Pojęcie to nie występuje w polskim systemie prawnym, w Kodeksie karnym znajdują się jedynie definicje obrony koniecznej i stanu wyższej konieczności, a w Kodeksie cywilnym istnieje instytucja samopomocy.